# Blanka Králová
Blanka Králová (24. ledna 1936 Praha – 27. srpna 2019 tamtéž) absolvovala v roce 1959 Vysokou školu chemicko-technologickou v Praze v oboru Kvasná chemie a technologie. Ve stejném roce nastoupila jako asistentka na Katedře biologických věd (dnes Ústav biochemie a mikrobiologie), kde nepřetržitě vyučovala až do své smrti. V letech 1997–2000 působila na Fakultě potravinářské a biochemické technologie jako vůbec první proděkanka na VŠCHT Praha. V roce 2001 jí byla udělena Ballingova medaile a v roce 2010 získala medaili Josefa Hlávky za celoživotní vědeckou práci.

## Akademická kariéra
V roce 1959 nastoupila jako asistentka na Katedře biologických věd (dnes Ústav biochemie a mikrobiologie), kterou v té době vedl profesor Vladislav Šícho. V té době byli jejími kolegy profesor Jan Káš a profesor Pavel Rauch. Profesor Káš působí na ústavu dodnes (březen 2023). Zapojila se ihned do učení studentů laboratoří biochemie. V roce 1969 obhájila externě kandidaturu a získala titul CSc. Poté prošla všemi následnými učitelskými funkcemi, tedy několika stupni ve funkci odborný asistent. Docenturu získala až v roce 1990. Komunistický režim jí to neumožnil dříve, protože její bratr emigroval. Za svého působení na VŠCHT Praha byla vedoucí asi 50 diplomantů a školitelkou 15 doktorandů. Tři získali prestižní ocenění v rámci České republiky. V roce 1997 byla jmenována profesorkou biochemie. Během své vědecké činnosti získala řadu domácích i zahraničních grantů (GAČR, EU, švýcarské, čtyři granty British Council a dva granty francouzské vlády). Byla čestnou členkou České akademie zemědělských věd. V letech 1997–2000 působila na Fakultě potravinářské a biochemické technologie jako první žena na VŠCHT ve funkci proděkanky pro pedagogiku.  I když celý život působila na VŠCHT Praha, také krátce vyjela na zahraniční stáže na univerzitách. Na Univerzita La Sapienza di Roma byla na podzim roku 1965, University of Cardiff a na University College London v roce 1965 jako vedoucí s patnácti studenty. Dále pak spolupracovala s celou řadou dalších univerzit formou krátkodobých stáží a společných projektů (Švýcarsko, Dánsko, Německo, Španělsko, Rusko, Estonsko). V Anglii se jí podařilo vyjednat v centrále IAESTE trvalou spolupráci mezi Cardiff College University a Ústavem Biochemie a Mikrobiologie VŠCHT Praha, takže studenti VŠCHT Praha mohou vyjíždět do Cardiffu a studenti z Cardiffu do Prahy. Byla členem asociace ECTN (European Chemistry Thematic Network). Její výzkum se zaměřoval hlavně na enzymy a jejich kofaktory. Dlouhodobě se zabývala studiem transglykosylačních vlastností glykosidas. Asi v roce 2010 se v Bruselu zúčastnila konference na téma ženy a věda.

## Ocenění
V roce 1969 získala od Americké chemické společnosti ocenění jako spolupracovník Chemical Abstract Service. V roce 2001 jí byla Fakultou potravinářské a biochemické technologie udělena Ballingova medaile. V roce 2010 byla její práce oceněna Medailí Josefa Hlávky. V roce 2019 jí byla udělena cena Emila Votočka.

## Publikace
- vysokoškolská skripta Bioanalytické metody[7]
- Ve vyhledávači Pubmed má 22 odborných publikací[8]